# Ueda Arisawa
Ueda Arisawa est un nom japonais traditionnel ; le nom de famille (ou le nom d'école), Ueda, précède donc le prénom (ou le nom d'artiste).
Le baron Ueda Arisawa (上田有沢) (27 mars 1850 - 30 novembre 1921) est un général de l'armée impériale japonaise.

## Biographie
Second fils d'un samouraï du domaine de Tokushima, Ueda est également samouraï dans sa jeunesse au service du clan Hachisuka avec un revenu de 300 koku. Il combat pour son clan durant la guerre de Boshin de la restauration de Meiji et, en février 1869, il devient commandant de bataillon dans la nouvelle armée impériale japonaise. Il est promu capitaine en 1872 et commande un régiment en 1875. Il participe à la répression de la rébellion de Satsuma en 1877, sert à divers postes de l'État-major, dont chef d'État-major de la garnison de Kumamoto de 1884 à 1889 et (après sa promotion de lieutenant-colonel en novembre 1889) de la 3e division de 1889 à 1891. En juin 1891, il est assigné au commandement du 22e régiment d'infanterie et est promu colonel en novembre de la même année.
Durant la première guerre sino-japonaise, Ueda est chef d'État-major de la 5e division, d'abord sous les ordres du lieutenant-général Nozu Michitsura puis d'Oku Yasukata. Il est décoré de l'ordre du Milan d'or (4e classe) pour ses services durant cette guerre.
En septembre 1897, Ueda est promu major-général et devient commandant de l'école militaire impériale du Japon en octobre 1898. En février 1901, il est nommé commandant de la 22e brigade d'infanterie et est promotion lieutenant-général et chef d'État-major de l'inspection générale de l'entraînement militaire en mars de l'année suivante.
En mars 1904, peu après le début de la guerre russo-japonaise, Ueda est nommé commandant de la 5e division et déployé en Mandchourie où il mène sa division lors de la bataille de Liaoyang et de la bataille du Cha-Ho. Cependant, en raison des fortes pertes que subit la division durant l'assaut de la colline poutilov pendant la bataille du Cha-Ho, il est relevé de son commandement en novembre 1904 et réassigné à la tête de la garnison japonaise de Taïwan. Cependant, en dépit de son apparente rétrogradation, il est décoré de l'ordre du milan d'or (2e classe) en 1906, et est transféré à Hokkaidō pour commander la 7e division. En septembre 1907, Ueda reçoit le titre de baron (danshaku) selon le système de noblesse kazoku. En décembre 1908, il devient commandant de la division de la garde impériale. En août 1911, il est nommé commandant-en-chef de l'armée japonaise de Corée. Il est promu général en février 1912 et entre dans la réserve la même année. Il se retire en avril 1917.